# Бреннштайнер, Штефан
Штефан Бреннштайнер (нем. Stefan Brennsteiner; 3 октября 1991, Целль-ам-Зе, Зальцбург) — австрийский горнолыжник. Специализируется в слаломных дисциплинах. Член сборной команды Австрии по горнолыжному спорту.

## Карьера
Штефан Бреннштайнер родом из Нидернзиля в Оберпинцгау и выступает за свой родной клуб. Ранее участвовавший в гонках FIS, он дебютировал в Кубке Европы 15 января 2011 года в гигантском слаломе в Кирхберге. Свои первые очки он завоевал в следующем сезоне, заняв 23-е место в слаломе в Трисиле. Четыре года спустя, в декабре 2015 года, он впервые занял второе место в  гигантском слаломе в Трисиле. После этого он ещё раз финишировал на подиуме в Валь-д'Изере. В конце сезона 2015/16 он стал триумфатором в общем зачёте в гигантском слаломе и тем самым обеспечил себе фиксированное стартовое место на предстоящий зимний этап Кубка мира.
Бреннштайнер дебютировал в Кубке мира 28 октября 2012 года в гигантском слаломе в Зёльдене. В феврале 2014 года он впервые завоевал очки, заняв 23-е место в Санкт-Морице. Только через два года он смог снова войти в рейтинг Кубка мира, заняв 26-е место в Краньска-Горе 2016 года. До сих пор он соревновался исключительно в гигантском слаломе. 23 октября 2016 года он порвал крестообразную связку и медиальную коллатеральную связку в левом колене на открытии Кубка мира в Зёльдене. В декабре 2017 года он показал свой лучший на данный момент результат в гонках Кубка мира, заняв 13-е место на Гран-Рисе. В Адельбодене он снова смог превзойти этот результат, заняв двенадцатое место.
Благодаря этим выступлениям он квалифицировался на зимние Олимпийские игры в Пхенчхане. 18 февраля он принял участвовал в гигантском слаломе и занял 14-е место после первого заезда. Во втором заезде, имея отличное последнее промежуточное время, он упал и порвал переднюю крестообразную связку в правом колене. Вскоре после своего возвращения он впервые смог войти в десятку лучших в гонках Кубка мира, заняв девятое место в параллельном гигантском слаломе в Альта-Бадии. Он также достиг этого результата на своем первом чемпионате мира в Аре. Год спустя он одержал две победы на Кубке Европы в Кирхберге, но через три недели получил травму наружного мениска и хряща в левом колене на этапе Кубка мира в параллельном гигантском слаломе в Шамони.
В декабре 2020 года Бреннштейн впервые вошел в десятку лучших в гигантском слаломе на Гран-Рисе. После выбывания во втором заезде на Чемпионате мира в Кортина-д'Ампеццо, он добился своего первого подиума в Кубке мира, заняв третье место в Банско в конце февраля. Через день он занял пятое место во втором гигантском слаломе в Банско. В марте он вновь занял место на подиуме, заняв третье место в гигантском слаломе в Краньской Горе. На Олимпийских играх в Пекине он занимал второе место в гигантском слаломе после первого заезда, но ошибся во второй попытке и занял только 27-е место. В командных соревнованиях он завоевал золотую медаль вместе с Катариной Хубер, Катариной Линсбергер, Михаэлем Маттом, Йоханнесом Штрольцем и Катариной Труппе.
На чемпионате мира 2023 года в Куршевеле и Мерибеле занял 4-е место в командных соревнованиях по параллельному гигантскому слалому и 4-е место в личном гигантском слаломе.